# Eutherapsida
Eutherapsida — позатаксономічна група прогресивних синапсид, що об'єднує всіх терапсид за винятком підряду Біармозухії (Biarmosuchia). Існували протягом пермського-тріасового періодів, і включали нащадків ссавців.

## Класифікація
- Ряд Терапсиди (Therapsida)
  - Eutherapsida
    - Підряд †Dinocephalia
      - Родина †Estemmenosuchidae
      - ?Інфаряд †Anteosauria
        - Родина †Anteosauridae
        - Родина †Brithopodidae
        - Родина †Deuterosauridae
        - Родина †Syodontidae
        - ?Родина †Stenocybidae

      - †Tapinocephalia
        - Родина †Styracocephalidae
        - Родина †Tapinocephalidae
        - Родина †Titanosuchidae

    - Neotherapsida
      - Підряд †Anomodontia *
        - Надродина †Venyukoviamorpha
          - Родина †Otsheridae
          - Родина †Venyukoviidae

        - Інфаряд †Dromasauria
          - Родина †Galeopidae

        - Інфаряд †Dicynodonta
          - Родина †Endothiodontidae
          - Родина †Eodicynodontidae
          - Родина †Kingoriidae
          - (Клада) †Diictodontia
            - Надродина †Emydopoidea
              - Родина †Cistecephalidae
              - Родина †Emydopidae

            - Надродина †Robertoidea
              - Родина †Diictodontidae
              - Родина †Robertiidae

          - (Клада) †Pristerodontia
            - Родина †Aulacocephalodontidae
            - Родина †Dicynodontidae
            - Родина †Kannemeyeriidae
            - Родина †Lystrosauridae
            - Родина †Oudenodontidae
            - Родина †Pristerodontidae
            - Родина †Shanisiodontidae
            - Родина †Stahleckeriidae

      - Theriodontia *
        - Надряд †Gorgonopsia
          - Родина †Gorgonopsidae

        - Eutheriodontia
          - Надряд †Therocephalia
            - Родина †Lycosuchidae

          - (Клада) †Scylacosauria
            - Родина †Scylacosauridae

          - Інфаряд †Eutherocephalia
            - Родина †Hofmeyriidae
            - Родина †Moschorhinidae
            - Родина †Whaitsiidae
            - Надродина Bauriodea
              - Родина †Bauriidae
              - Родина †Ericiolacteridae
              - Родина †Ictidosuchidae
              - Родина †Ictidosuchopsidae
              - Родина †Lycideopsidae

          - Підряд Cynodontia *
            - Родина †Dviniidae
            - Родина †Procynosuchidae
            - (Клада) Epicynodontia
              - Родина †Galesauridae
              - Родина †Thrinaxodontidae
              - Інфаряд Eucynodontia
                - (Клада) †Cygnognathia
                  - Родина †Cynognathidae
                  - Родина †Diademodontidae
                  - Родина †Traversodontidae
                  - Родина †Trirachodontidae
                  - Родина †Tritylodontidae

                - (Клада) Probainognathia
                  - Родина †Chinquodontidae
                  - Родина †Probainognathidae
                  - (Клада) †Ictidosauria
                    - Родина †Tritheledontidae

                  - (Клада) Mammaliaformes
                    - Клас Mammalia